# Фултон (округ, Іллінойс)
Шаблон:StateAbbr_ 40°29′ пн. ш. 90°13′ зх. д. / 40.48° пн. ш. 90.21° зх. д.
Округ  Фултон (англ. Fulton County) — округ (графство) у штаті  Іллінойс, США. Ідентифікатор округу 17057.

## Історія
Округ утворений 1823 року.

## Демографія
За даними перепису 
2000 року 
загальне населення округу становило 38250 осіб, зокрема міського населення було 17624, а сільського — 20626.
Серед мешканців округу чоловіків було 19621, а жінок — 18629. В окрузі було 14877 домогосподарств, 10252 родин, які мешкали в 16240 будинках.
Середній розмір родини становив 2,9.
Віковий розподіл населення поданий у таблиці:
| Стать    | До 15 років | 15-21 | 22-29 | 30-39 | 40-49 | 50-65 | 65-85 | Понад 85 |
| -------- | ----------- | ----- | ----- | ----- | ----- | ----- | ----- | -------- |
| Чоловіки | 3582        | 1896  | 2275  | 3049  | 2910  | 2992  | 2594  | 323      |
| Жінки    | 3328        | 1522  | 1536  | 2398  | 2667  | 3080  | 3414  | 684      |

## Суміжні округи
- Нокс — північ
- Піорія — північний схід
- Тазвелл — схід
- Мейсон — південь
- Скайлер — південний захід
- Макдоно — захід
- Воррен — північний захід

## Виноски
1. ↑  US Decennial Census. US Census Bureau. Архів оригіналу за 26 квітня 2015. Процитовано 5 липня 2014.
2. ↑  Historical Census Browser. University of Virginia Library. Архів оригіналу за 11 серпня 2012. Процитовано 5 липня 2014.
3. ↑  Population of Counties by Decennial Census: 1900 to 1990. US Census Bureau. Архів оригіналу за 24 квітня 2014. Процитовано 5 липня 2014.
4. ↑  Census 2000 PHC-T-4. Ranking Tables for Counties: 1990 and 2000 (PDF). US Census Bureau. Архів (PDF) оригіналу за 18 грудня 2014. Процитовано 5 липня 2014.
5. ↑  State & County QuickFacts. US Census Bureau. Архів оригіналу за 6 червня 2011. Процитовано 5 липня 2014. [Архівовано 2011-06-06 у Wayback Machine.](англ.) Наведено за англійською вікіпедією.
6. ↑  American FactFinder. Бюро перепису населення США. Архів оригіналу за 26 лютого 2012. Процитовано 31 січня 2008. [Архівовано 2008-05-21 у Wayback Machine.]

| США | Це незавершена стаття з географії США. Ви можете допомогти проєкту, виправивши або дописавши її. |